# Auguste Rispal
Pour les articles homonymes, voir Rispal.
Auguste Rispal est un homme politique français né le 25 mai 1836 à Reilhac (Cantal) et décédé le 23 mars 1932 au Havre (Seine-Maritime)
Il s'est marié avec Louise,Céline ROUËDHART (1849-1921) le 29 août 1871 à Rouen, et sera le père de 7 enfants.
Négociant en métaux, il est conseiller municipal du Havre et conseiller général. Il est député de 1897 à 1902, et sénateur, inscrit à l'Alliance républicaine, de 1903 à 1909. Il s'intéresse surtout aux questions douanières.

## Sources
- « Auguste Rispal », dans le Dictionnaire des parlementaires français (1889-1940), sous la direction de Jean Jolly, PUF, 1960 [détail de l’édition]